# Eutelisca
Eutelisca is een geslacht van vliesvleugeligen uit de familie Pteromalidae. De wetenschappelijke naam van dit geslacht is voor het eerst geldig gepubliceerd in 1968 door Hedqvist.

## Soorten
Het geslacht Eutelisca omvat de volgende soorten:
- Eutelisca chilensis Hedqvist, 1968
- Eutelisca luteocaudata Heydon, 1997
- Eutelisca metalliscapa Heydon, 1997